# Ла Мирада (град, Калифорния)
Ла Мирада (на английски: La Mirada) е град в окръг Лос Анджелис, щата Калифорния, САЩ. Ла Мирада е с население от 50093 жители (2007) и обща площ от 20,4 km². Намира се на 59 m надморска височина. ЗИП кодовете му са 90637-90639, а телефонният му код е 562/714.